# Schlacht bei Sidi Brahim

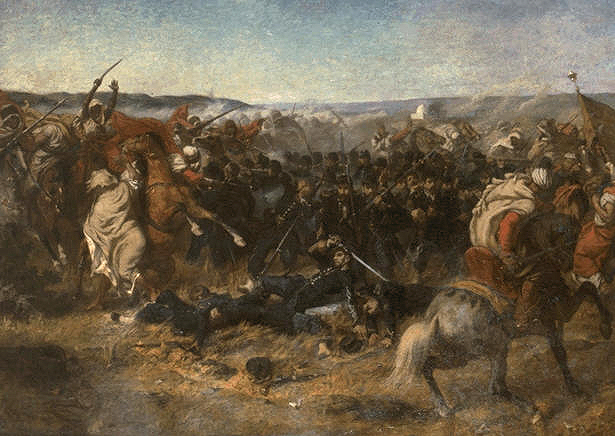
Die Schlacht von Sidi Brahim von Louis-Théodore Devilly

Die Schlacht von Sidi Brahim war eine Schlacht bei Sidi Brahim während der französischen Kolonialherrschaft in Algerien zwischen Truppen der Berber unter der Führung von Abd al-Qadir und französischen Einheiten unter Oberstleutnant Lucien de Montagnac von 22. bis zum 25. September 1845.
Den 450 Soldaten umfassenden französischen Truppen standen 10.000 Berber gegenüber. Schon im ersten Gefecht wurden die kolonialen Truppen auf 82 reduziert. Nur eine Handvoll französischer Soldaten konnten sich retten. In der französischen Geschichtsschreibung wird der Mut der Soldaten in dieser Schlacht hervorgehoben.